# Hain-Ehrenpreis
Der Hain-Ehrenpreis oder Hecken-Ehrenpreis (Veronica sublobata), auch Seichtlappen-Ehrenpreis oder Ohnlappen-Ehrenpreis genannt, ist eine Pflanzenart aus der Gattung Ehrenpreis (Veronica) innerhalb der Familie der Wegerichgewächse (Plantaginaceae). Sie ist in Europa verbreitet.

## Beschreibung

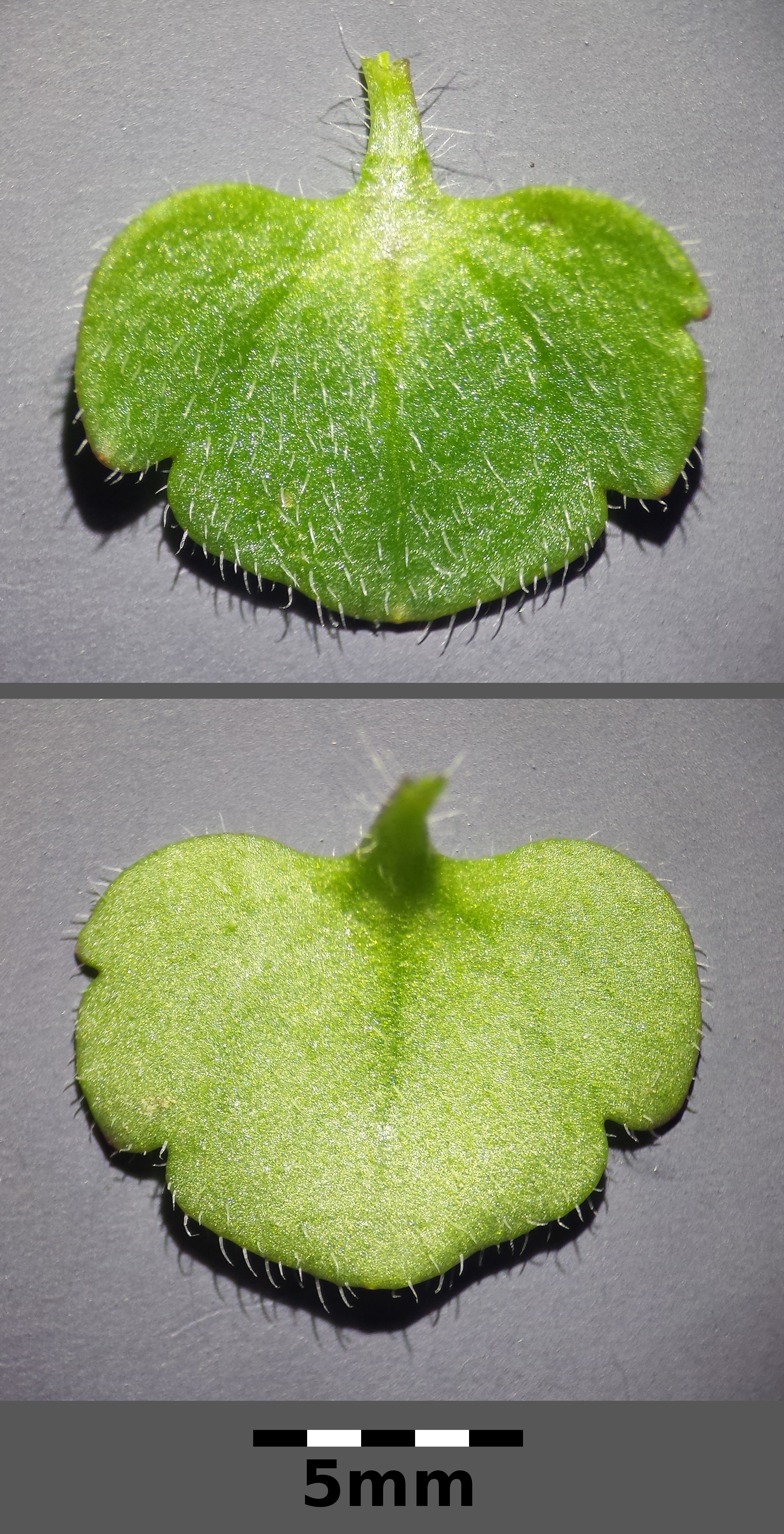
Blattoberseite und -unterseite

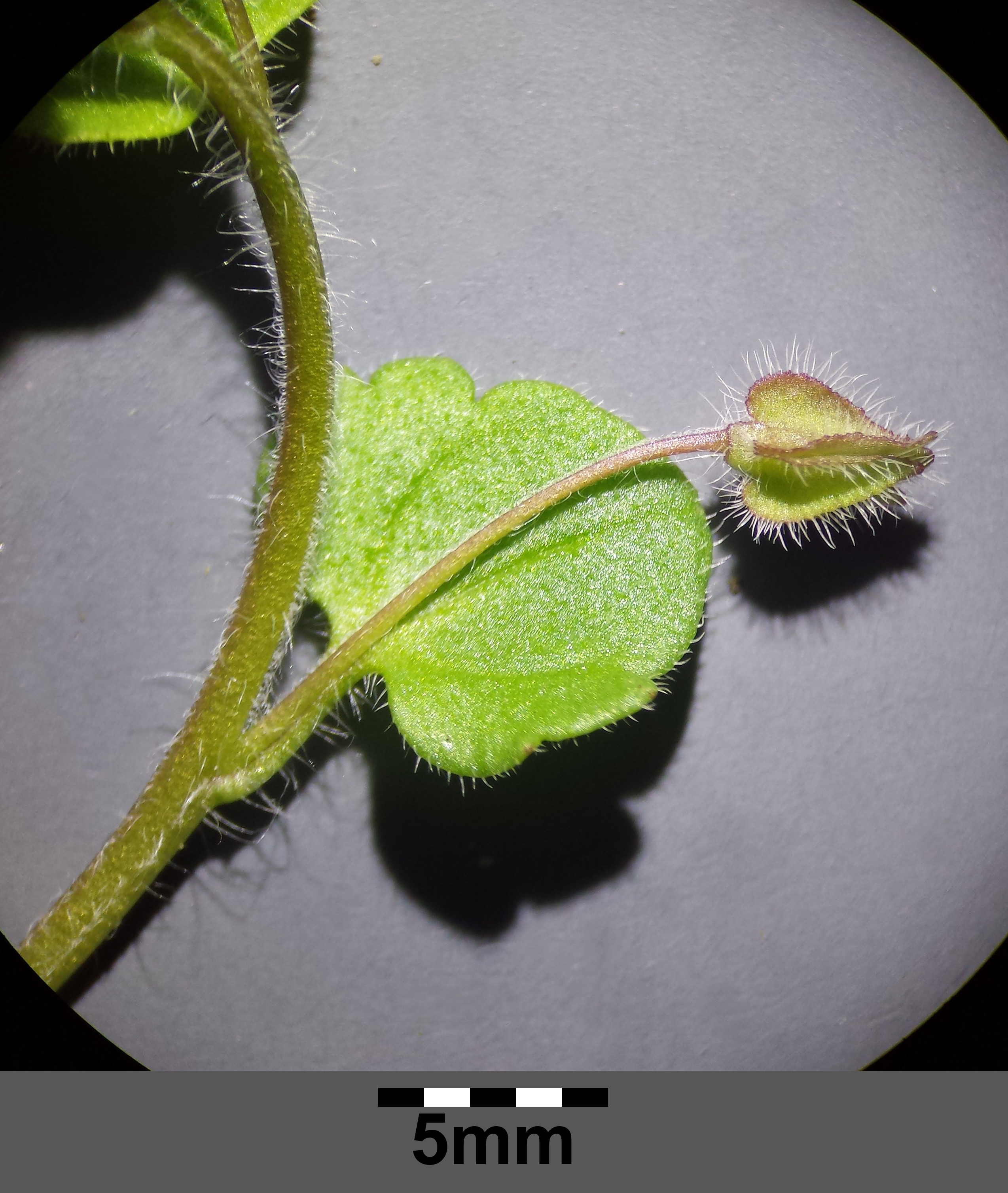
Behaartes Tragblatt, Fruchtstiel und Frucht mit pyramidal zusammenneigenden Kelchblättern.

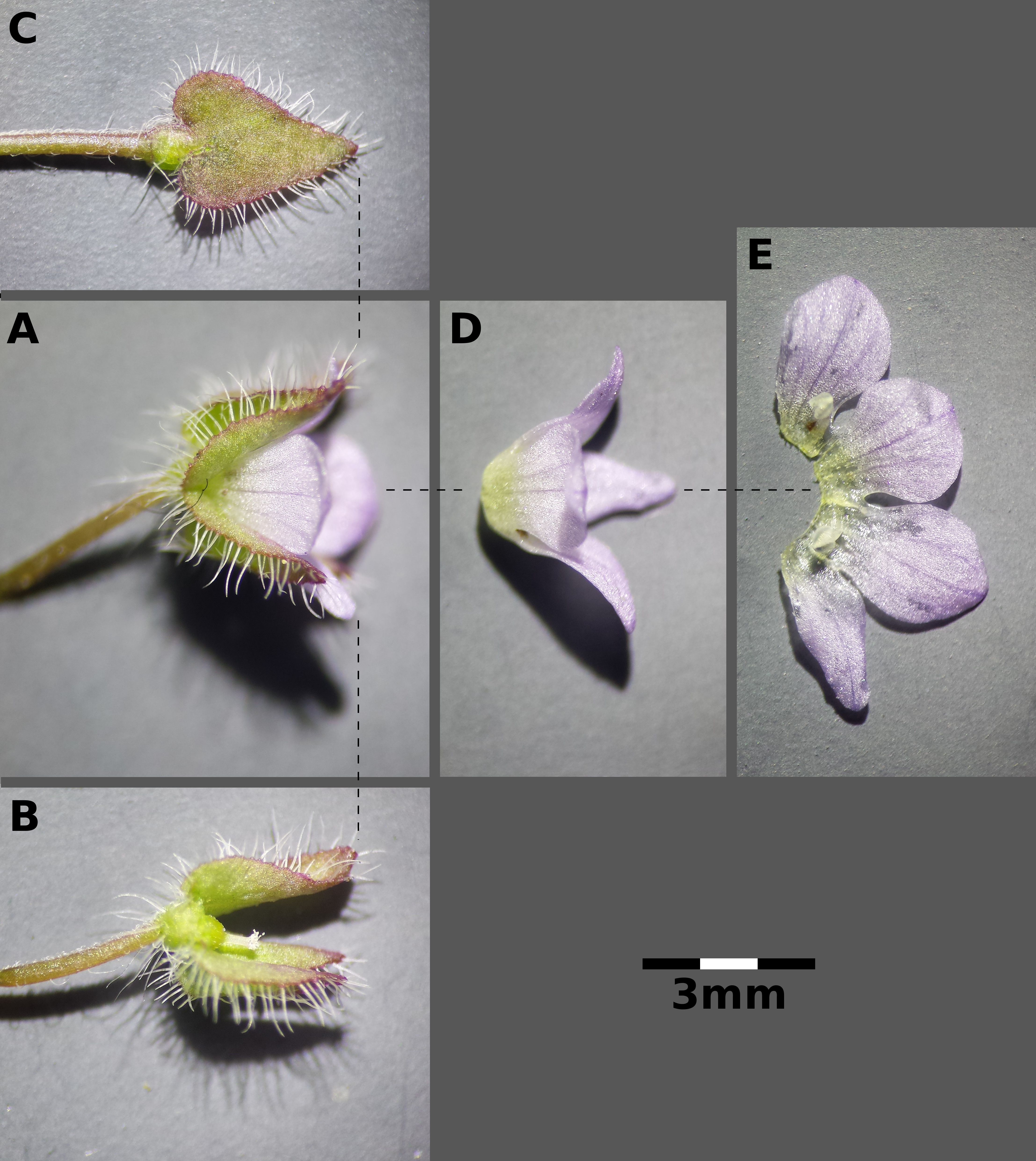
A: Blüte, B: Blüte geöffnet, sichtbar sind Fruchtknoten und Griffel, C: Einzeilig behaarter Blütenstiel, dreieckig-herzförmiges, bewimpertes und auf der Fläche kahles Kelchblatt, D: Blasspurpurlila Krone, E: Krone mit sich nur undeutlich abhebendem weißen Zentrum

### Vegetative Merkmale
Der Hain-Ehrenpreis ist eine einjährige krautige Pflanze, die Wuchshöhen von bis zu 15 Zentimetern erreichen kann. Die meist aufsteigenden Stängel sind 5 bis 50 Zentimeter lang und deutlich behaart. Der Fruchtstiel ist 3–4 mal so lang wie der Kelch und zusätzlich zur Haarzeile oft abstehend behaart. 

### Generative Merkmale
Die Blütezeit reicht von März bis Mai. Die Deckblätter sind dünn und schwach fünflappig, wobei der mittlere Blattlappen länger als breit ist. Die lang gestielten Blüten stehen einzeln in den oberen Blattachseln.
Die mit einem von 4 bis 5 Millimeter Durchmesser relativ kleinen Blüten besitzen eine doppelte Blütenhülle. Die Kelchblätter sind dreieckig-herzförmig und auffällig lang bewimpert. Die Blütenkronen sind blasspurpurlilafarben. Der Griffel ist 0,3 bis 0,8 Millimeter lang. Blüten- und Fruchtstiel zeigen eine einzelne Haarzeile und sind oft zusätzlich abstehend behaart. Die Fruchtstiele sind im Mittel 10 bis 18 Millimeter lang und 0,8- bis 0,9-mal so lang wie ihr Deckblatt samt Stiel. Die fast kugelige, kahle Frucht enthält bis zu vier etwa 2,5 × 2,2 Millimeter große Samen. Die Samen sind rötlichbraun. Der Mündungsrand der Samen ist etwas weißlich glänzend, durchscheinend und stark nach innen umgerollt.
Die Chromosomenzahl beträgt 2n = 36.

## Vorkommen
Das Verbreitungsgebiet des Hain-Ehrenpreises erstreckt sich von Nord- und West-, über Mittel- sowie Südeuropa bis zur nördlichen Balkanhalbinsel. Fundorte gibt es im Vereinigten Königreich, in Finnland, in den Niederlanden, in Belgien, Deutschland, Österreich, in der Schweiz, Tschechien, Slowakei, Ungarn, Polen, in den Baltischen Staaten, in Belarus, in der Ukraine, im Früheren Jugoslawien, in Rumänien, Spanien, Frankreich und Italien. In Österreich kommt der Hain-Ehrenpreis in allen Bundesländern häufig bis zerstreut vor, im westlichen Alpenraum ist er gefährdet.
Man findet den Hain-Ehrenpreis in Auwäldern, in schattig-frischen Ruderalfluren und Hecken, in Gärten und Äckern. Er ist eine Charakterart der Ordnung Glechometalia.

## Systematik
Innerhalb der Gattung der Ehrenpreis (Veronica) gehört der Hain-Ehrenpreis zur Artengruppe rund um den Efeu-Ehrenpreis (Veronica hederifolia).
Die Erstbeschreibung von Veronica sublobata erfolgte 1967 durch Manfred Adalbert Fischer. Synonyme von Veronica sublobata M.A.Fisch. sind: Veronica sibthorpioides Debeaux, Degen & Hervier, Veronica hederifolia subsp. sibthorpioides (Debeaux, Degen & Hervier) Walters, Veronica hederifolia var. lucorum Klett & Richt., Veronica hederifolia subsp. lucorum (Klett & Richt.) Hartl.

## Detailfotos

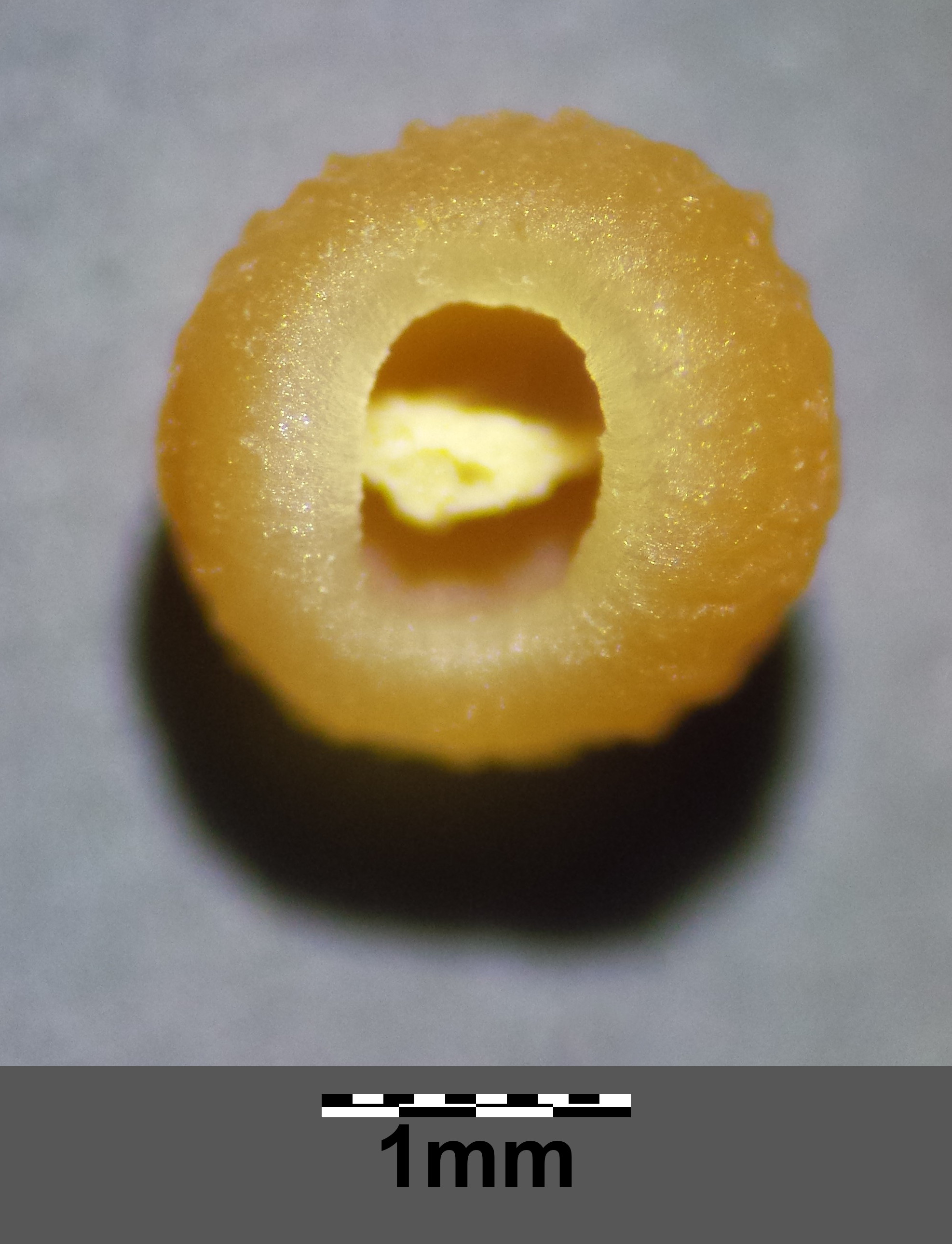
Samen
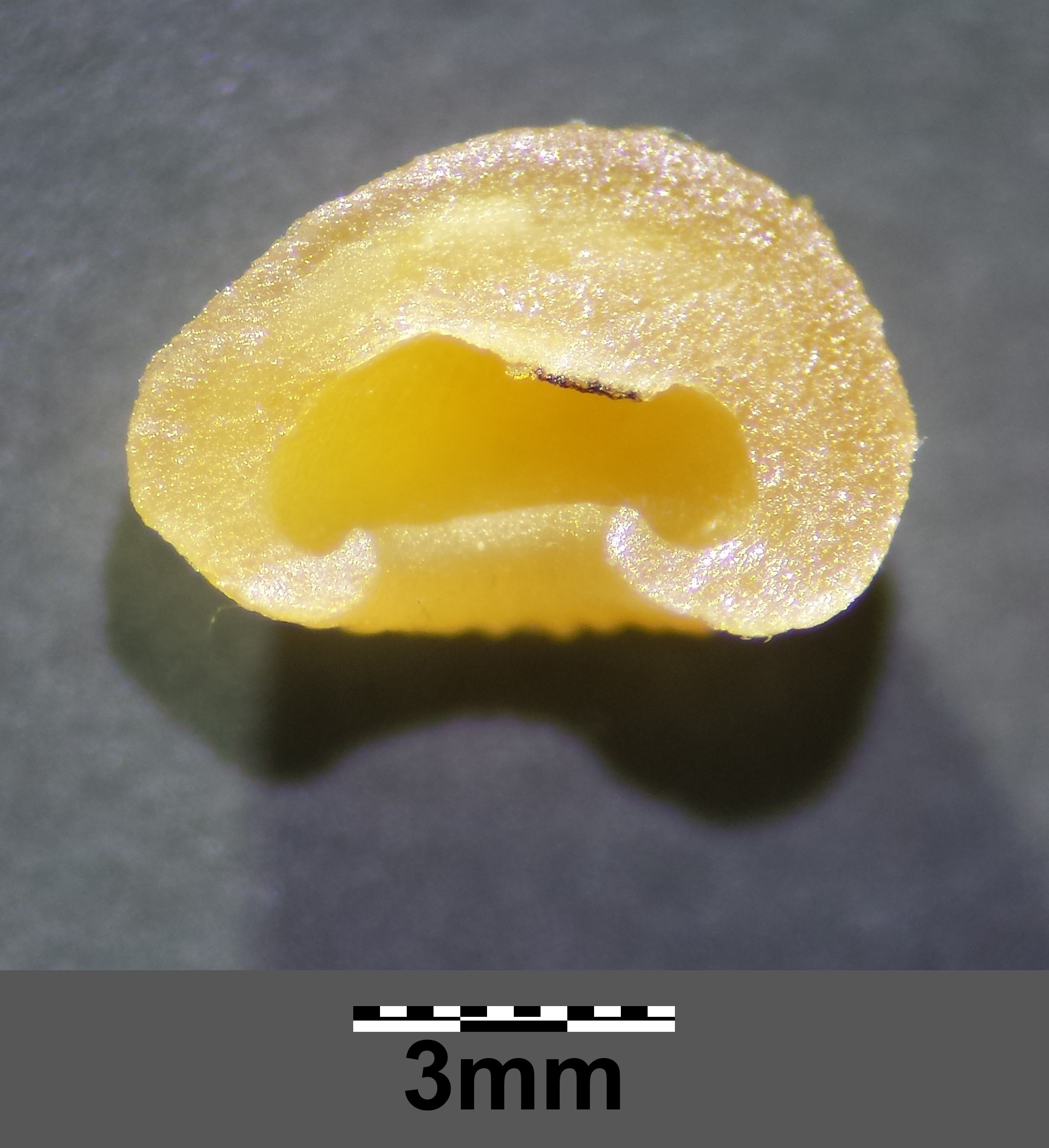
Samen aufgeschnitten
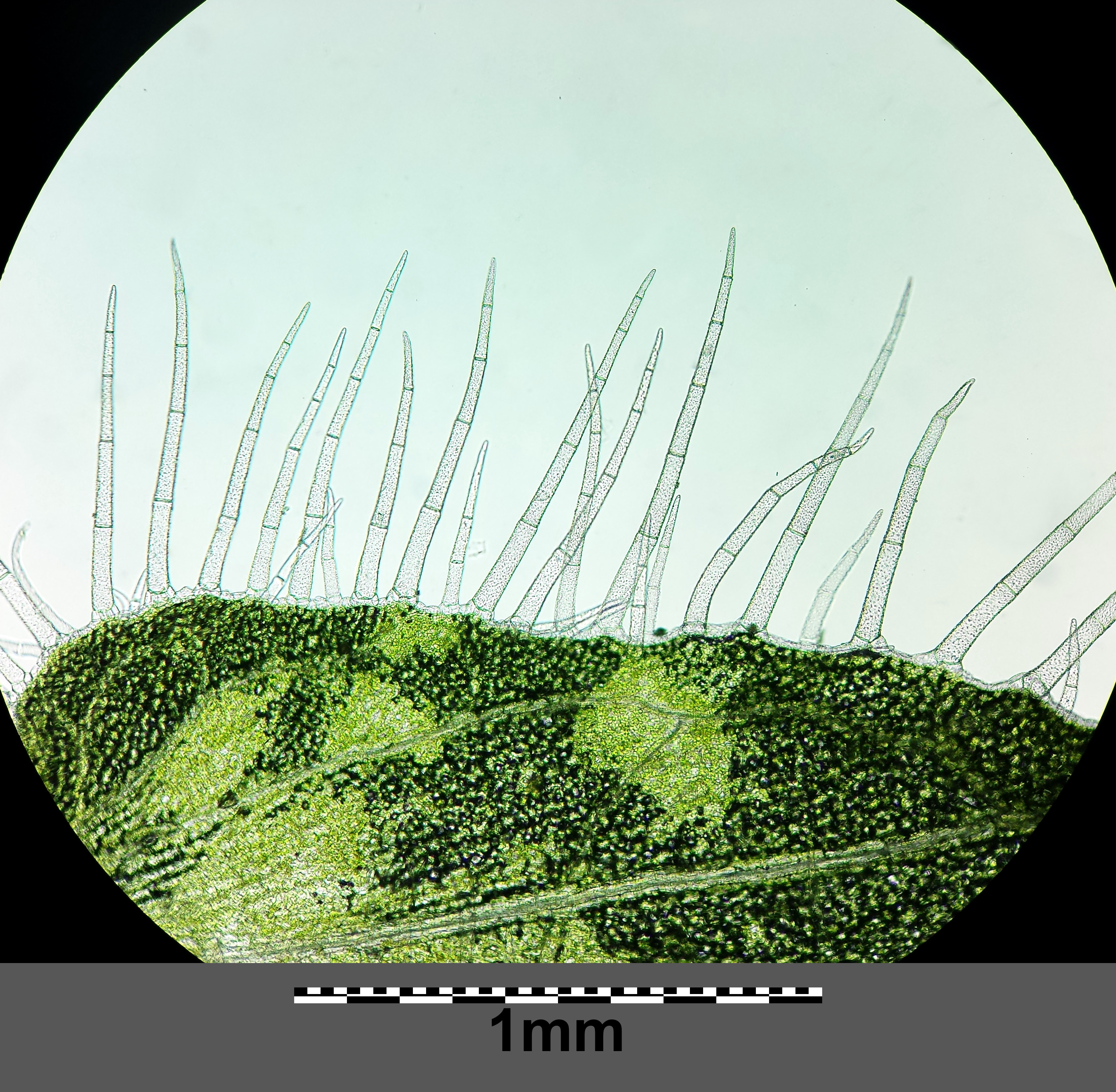
Kelchblattrand mit Haaren